# Положення
Поло́ження — нормативно-правовий або локально-правовий акт, що визначає основні правила організації та діяльності державних органів, структурних підрозділів органу, а також установ, організацій і підприємств (філій), що їм підпорядковуються, тимчасово створюваних комісій, груп, бюро тощо.
Положення також для тимчасово створюваних комісій, груп, бюро, проєктів та інше, описує мету, структуру, взаємні обов'язки групи людей чи організацій, які об'єдналися для досягнення спільної мети.
Еквівалентом положення у приватному праві є статут.

## Класифікація
За змістом розрізняють положення: 
- про підприємства, організації, установи, фірми, заклади й та інше, їхні структурні підрозділи — комісії, бюро, групи тощо з регламентацією порядку їх утворення, структури, функцій, компетенції, обов'язків та організації роботи,
- що регулюють сукупність організаційних, трудових та інших відносин із певного питання;
- про організацію й проведення різних заходів — культурно- й спортивно-масових, конкурсів, оглядів тощо; структуру й зміст таких положень визначають установи, які є організаторами заходів.

За виготовленням, положення бувають типові та індивідуальні. 
- Типові положення розробляють вищі органи для системи підприємств, організацій, установ, фірм.
- Індивідуальні — створюються за вказівкою керівництва на підставі типових положень безпосередньо на підприємствах, в установах, організаціях, фірмах.

Проєкт положення підписує керівник структурного підрозділу, а затверджує керівник вищого рангу, якому безпосередньо підпорядковується даний підрозділ. На другому примірнику в разі потреби, оформлюють реквізити погодження й позначку про виконавця.

## Положення про підприємство чи установу

### Реквізити
Положення може мати такі реквізити: герб; назва відомства; організації структурного підрозділу; гриф затвердження; назва виду документа; положення; місце видання; дата; індекс; заголовок до тексту; текст; підпис; відмітка про погодження.
Текст звичайно складається з таких розділів: 1. Загальні положення. 2. Власність і кошти підприємства. 3. Виробничо-господарська діяльність. 4. Права та обов'язки підприємства або його підрозділів. 5. Структура управління. 6. Реорганізація і ліквідація установи, організація підприємства.
У першому розділі вказують цілі, що послужили підставою для створення підприємства, установи, організації або їх структурних підрозділів, головні завдання, функціональні зв'язки з іншими організаціями, підрозділами та інше.
У другому — вказуються основні та обігові кошти, порядок придбання власності, амортизаційні відрахування та їх призначення, прибуток, відрахування на преміювання робітників та службовців, житловий фонд, службові приміщення, порядок розпоряджання надлишками невикористаних обігових коштів.
В останніх розділах регламентується виробничо-господарська діяльність підприємства, визначаються завдання за якістю вироблюваної продукції.
Залежно від специфіки діяльності, положення можуть відбивати: хід капітального будівництва, винахідництва і раціоналізації; стан матеріально-технічного забезпечення; трудовий режим; порядок розподілу житлової площі; організацію соціального страхування; оплату кредитів тощо.

### Оформлення
Положення оформлюють на загальних або спеціальних бланках формату A4. Якщо положення не виходить за межі підприємства, то його можна оформляти на чистих аркушах паперу.
Заголовок до тексту може поєднуватися з назвою виду документа, наприклад: «Положення про психологічну службу системи освіти України», «Положення про Міністерство фінансів України».

### Набуття чинності
Положення набуває чинності з дня його затвердження (або дати, зазначеної в розпорядчому документі, яким затверджено положення).